# Bexon (St. Lucia)
Bexon ist ein Ort im Quarter (Distrikt) Castries im Zentrum des Inselstaates St. Lucia in der Karibik. 

## Geographie
Der Ort mit den Siedlungen Bexon, Belair und Deglos liegt im Zentrum der Insel. Der Ort ist von der Hauptstadt Castries in Luftlinie nur wenige Kilometer entfernt, liegt jedoch recht abgelegen im Tal des Flusses Cul de Sac. Eine Verbindungsstraße führt durch Bexon und quer durch das Innere der Insel nach Dennery an der Ostküste.